# Jerry Brudos
Jerome Henry "Jerry" Brudos (31. ledna 1939, Webster, Jižní Dakota, USA – 28. března 2006, Salem, Oregon) byl americký sériový vrah a nekrofil, který v letech 1968-69 zabil v Oregonu nejméně 4 ženy.

## Mládí
Jerry Brudos se narodil ve městě Webster v Jižní Dakotě jako mladší ze dvou synů. Jeho matka si přála mít dceru a byla velmi nespokojená, když se jí namísto toho narodil druhý syn. Neustále ho vystavovala emocionálnímu a fyzickému týrání. Jako dítě se on a jeho rodina několikrát stěhovali po severozápadě tichomořského pobřeží, než se nakonec usadili v Salemu ve státě Oregon.
Brudos měl nejméně od svých pěti let fetiš a miloval dámské boty. Často si z místního smetiště přinášel domů boty na vysokém podpatku. Údajně se pokusil ukrást boty své učitelce v první třídě. Časem začal se stejnou zálibou obdivovat dámské spodní prádlo a jako dítě kradl kalhotky ze zahrad svých sousedů. Svou pubertu strávil na psychoterapii a v několika psychiatrických zařízeních.
Jako teenager začal pronásledovat ženy v okolí, klepal jim na dveře nebo je nečekaně přepadal na ulici, přičemž jim kradl boty. Ve věku 17 let unesl a zbil mladou ženu a vyhrožoval jí bodnutím, pokud neuposlechne jeho sexuálních požadavků. Krátce na to byl zatčen a umístěn na devět měsíců do oregonské státní psychiatrické nemocnice. Zde byly odhaleny jeho sexuální fetiše, které pravděpodobně vznikly na základě chování jeho matky k němu. Nenáviděl tak nejen ji, ale i všechny ženy. Podstoupil psychiatrické vyšetření a byla mu diagnostikována schizofrenie. Přestože byl institucionalizován, Brudos dokončil střední školu spolu se svou třídou v roce 1957. Krátce po maturitě se stal elektrotechnikem.
V roce 1961 se Brudos oženil se sedmnáctiletou dívkou Darcie, se kterou měl dvě děti a usadili se na předměstí Salemu. Po své ženě vyžadoval, aby domácí práce dělala nahá a měla na sobě jen vysoké podpatky, přičemž ji chtěl fotit. Zhruba v té době si začal stěžovat na migrénové bolesti hlavy a „ztráty vědomí“. Své příznaky mírnil nočními nájezdy na krádeže bot a krajkového spodního prádla. Brudos zažil transvestitní období, kdy používal ženskou osobnost jako formu mechanismu úniku. V té době nosil nakradené dámské boty a spodní prádlo, pouze však ve své garáži, kam jeho žena měla zakázaný vstup.

## Vraždy a uvěznění
V letech 1968 a 1969 Brudos udeřil a následně usmrtil čtyři mladé ženy a pokusil se další dvě napadnout:
- Linda Slawsonová († 19), podomní prodavačka encyklopedií, která 26. ledna 1968 zaklepala na dveře Brudose. Brudos ji vylákal do sklepa, zatímco jeho žena a děti byly v domě, udeřil ji dřevěným prknem a následně uškrtil. Oblékl ji do různého dámského spodního prádla a bot, které ukradl, upravil její tělo do provokativních póz a pilkou na železo uřízl její levé chodidlo, které nechal v mrazáku a použil na modelování své sbírky bot na vysokém podpatku. Tělo hodil do řeky Willamette.
- Jan Susan Whitneyová († 23), motoristka, jejíž auto se 26. listopadu 1968 porouchalo na dálnici Interstate 5 mezi městy Salem a Albany. Brudos se nabídl, že ji odveze k němu domů a slíbil, že jí na místo nechá zavolat odtahovou službu. Ještě v autě ji uškrtil koženým řemínkem a posmrtně znásilnil. Tělo nechal několik dní viset na kladce ve své garáži, během kterých se s ním oblékal, fotografoval a měl s ním sex. Brudos jí časem uřízl jedno z prsou a vyrobil z něj pryskyřicové těžítko. Poté tělo přivázal ke kusu železničního železa a hodil ho do řeky Willamette spolu s nohou Slawsonové, která již shnila.
- Karen Sprinkerová († 18), 27. března 1969 unesena z parkoviště před obchodním domem. Během tohoto útoku byl Brudos oblečen do dámských šatů. Vzal ji do své garáže, přiměl ji, aby si vyzkoušela jeho sbírku spodního prádla a aby pózovala, zatímco ji fotografoval. Nakonec ji znásilnil a uškrtil ji pověšením za krk na kladku. Brudos měl při několika příležitostech sex s tělem a odřízl jí prsa, aby vytvořil plastové formy. Poté tělo přivázal nylonovou šňůrou k šestiválcovému motoru auta a hodil ho do řeky Willamette.
- Sharon Woodová (toho času 24 let), 21. dubna 1969 se ji Brudos pokusil unést se zbraní v ruce ze suterénu garáže v Portlandu.
- Glorie Gene Smithová (toho času 15 let), 22. dubna 1969 se Brudos pokusil o její únos.
- Linda Saleeová († 22), 23. dubna 1969 unesena z parkoviště nákupního centra. Brudos ji dovlekl do své garáže, kde ji znásilnil, uškrtil a poté si hrál s její mrtvolou. Rozhodl se, že jí neuřízne ňadra, protože byla „příliš růžová“, a místo toho použil na tělo elektrický proud s domněním, že by se tělo hýbalo, pokus se nezdařil. Poté tělo přivázal k převodovce auta nylonovou šňůrou a hodil ho do řeky Willamette.

Brudos se dle svých slov po vraždách obul do podpatkových bot a masturboval. V květnu roku 1969 narazil v řece Willamette na těla Saleeové a Sprinkerové rybář. Policie se vyptávala studentů z blízkého univerzitního kampusu. Jedna ze studentek upozornila na Brudose, který jí několikrát telefonoval a zval ji na rande. Brudos dal policii falešnou adresu, čímž ještě více vzbudil podezření vůči jeho osobě. V jeho garáži policie našla měděný drát, u kterého bylo zjištěno, že byl přestřižen stejným nástrojem, kterým byly přestřihovány šňůry používané k svazování nalezených těl. Brudos byl zatčen a ke všem činům se ihned přiznal.
Dne 28. června 1969 byl Brudos shledán vinným ze tří vražd prvního stupně (Sprinkerové, Whitneyové a Saleeové) a byl odsouzen k třem doživotním trestům v oregonské státní věznici. Ačkoli se přiznal i k vraždě Slawsonové, Brudos za ni nebyl souzen ani odsouzen, protože na rozdíl od ostatních případů nepořídil a neuchovával fotografie těla, ale pouze její nohy. Tělo Whitneyové bylo nalezeno měsíc po dopadení Brudose asi jednu míli od místa, kde její tělo vhodil do řeky.
Během svého pobytu ve vězení vlastnil Brudos několik hromad katalogů s dámskými botami. Napsal si o ně velkým obchodním společnostem a tvrdil, že je to jeho náhrada za běžnou pornografii. Mimo jiné se snažil několikrát odvolat proti svému trestu. V jednom z odvoláních uvedl, že fotografie mrtvol nemohou nijak dokázat jeho vinu, jelikož se jednalo o tělo osoby, za jejíž vraždu nebyl odsouzen. V roce 1995 oznámila Brudosovi rada pro podmínečné propuštění, že nikdy propuštěn nebude.

## Smrt
Jerry Brudos zemřel ve vězení dne 28. března 2006 na rakovinu jater. V době své smrti byl v oregonské státní věznici nejdéle uvězněným vězněm (od roku 1969 do roku 2006, celkem 37 let).

## V populární kultuře
- Brudos byl v seriálu Mindhunter (Netflix) v 7. a 8. dílu 1. série ztvárněn hercem Happy Andersonem.
- Jerrym Brudosem byla inspirována postava Buffalo Billa ve filmu Mlčení jehňátek
- Americká metalová skupina Macabre v roce 2003 vydala o Jerrym píseň v albu Murder Metal
- J. K. Rowlingová zmiňuje Jerryho ve své knize Troubled Blood